# Kodeks 0225
Kodeks 0225 (Gregory-Aland no. 0225) – grecki kodeks uncjalny Nowego Testamentu na pergaminie, paleograficznie datowany na VI wiek. Do naszych czasów zachowały się trzy karty kodeksu. Jest przechowywany w Wiedniu. Cytowany w krytycznych wydaniach greckiego Nowego Testamentu.

## Opis
Do naszych czasów zachowały się 3 karty, z tekstem Drugiego Listu do Koryntian (5,1-2.8-9.14-16.19-6,1.3-5; 8,16-24). Oryginalne karty kodeksu miały rozmiar 25 na 18 cm. Jest palimpsestem.
Tekst pisany jest jedną kolumną na stronę, w 21-27 linijkach w kolumnie.

## Tekst
Fragment reprezentuje aleksandryjską tradycję tekstualną. Kurt Aland zaklasyfikował go do kategorii II, co oznacza, że jest ważny dla odtworzenia oryginalnego tekstu Nowego Testamentu.

## Historia
Rękopis datowany jest przez INTF na VI wiek . Nieznane jest miejsce, z którego pochodzi fragment, Karl Wessely wskazywał na Egipt (Hermopolis Magna).
Na listę rękopisów Nowego Testamentu wciągnął go Kurt Aland w 1953 roku, oznaczając go przy pomocy siglum 0225.
Tekst fragmentu opublikował Peter Sanz w 1946 oraz Porterowie w 2008 roku. Fragment był badany ponadto przez paleografa Guglielmo Cavallo.
Rękopis przechowywany jest w Austriackiej Bibliotece Narodowej (Pap. G. 19802) w Wiedniu .